# Xalxal (Oğuz)
Xalxal è un comune dell'Azerbaigian situato nel distretto di Oğuz. Conta una popolazione di 767 abitanti.